# Zełene Połe (rejon kramatorski)
Zełene Połe (ukr. Зелене Поле) – wieś na Ukrainie, w obwodzie donieckim, w rejonie kramatorskim, w hromadzie Illiniwka. W 2001 liczyła 29 mieszkańców.